# Schlacht am Koli Point
Tulagi und Gavutu-Tanambogo – Savo Island – Tenaru – Ost-Salomonen – Bloody Ridge – Operationen am Fluss Matanikau – Cape Esperance – Henderson Field – Santa-Cruz-Inseln – Matanikau-Offensive – Koli Point – Carlsons Patrouille – Guadalcanal – Tassafaronga – Mount Austen – Rennell Island – Operation Ke – Operation Cleanslate
Die Schlacht am Koli Point war eine Kampfhandlung zwischen den Streitkräften der Vereinigten Staaten und denen des Japanischen Kaiserreichs während des Pazifikkriegs im Zweiten Weltkrieg auf der Salomonen-Insel Guadalcanal.

## Vorgeschichte
Die Kämpfe ereigneten sich während der Schlacht um Guadalcanal rund um den Fluss Matanikau. Japanische Streitkräfte hatten in diesem Gebiet schon im September und Oktober 1942 gegen US-Streitkräfte gekämpft, die das Flugfeld Henderson Field am Lunga Point auf Guadalcanal bewachten (→ Operationen am Fluss Matanikau). Sie erzielten dabei zunächst Erfolge, mussten sich aber dann im Oktober zurückziehen. Anfang November starteten die Amerikaner unter General Alexander A. Vandegrift eine Offensive, die das Ziel hatte, die Japaner ein für alle Mal aus der Artilleriereichweite von Henderson Field und seinen Vororten zurückzudrängen und zu versuchen, den Rückzug der japanischen Streitkräfte unter General Hyakutake Seikichi entlang des oberen Lunga Flusses abzuschneiden.

## Rückzug der Japaner
Die Überlebenden Japaner des linken Flügels erhielten den Befehl, sich in das Gebiet westlich des Matanikau zurückzuziehen, während die Soldaten des rechten Flügels angewiesen wurden, sich nach Koli Point, östlich des Lunga-Perimeters zu begeben.
Schon einige Tage vor dem Rückzug am 27. Oktober hatten die Japaner des linken Flügels  keine Lebensmittel mehr. Während des Rückzugs erlagen viele verwundete Japaner ihren Verletzungen und wurden entlang der „Maruyama Road“ begraben.
Am 4. November erreichte die Vorhut der 2. Division das Hauptquartier der 17. Armee in Kokumbona, im Gebiet westlich des Matanikau. Am selben Tag erreichte die Einheit unter Oberst Shōji Toshishige Koli Point und schlug dort ihr Lager auf. Die Division war zu weiteren Offensivaktionen nicht mehr in der Lage und kämpfte daher für den Rest des Feldzugs nur noch defensiv.

## Die Situation der Alliierten
Gleichzeitig mit der Ausarbeitung der Pläne für die Operation gegen Kokumbona hatte General Vandegrift von höherer Stelle beunruhigende Nachrichten erhalten. Nachrichtendienstliche Informationen, die er von den in der Nähe von Rabaul stationierten Küstenbeobachtern erhielt, deuteten seit einiger Zeit auf einen erneuten Vorstoß der Japaner in Richtung Guadalcanal hin. Die fehlenden Einzelheiten der Bewegung wurden bekannt, als Admiral William F. Halsey am 1. November Vandegrift mitteilte, dass Koli Point als das derzeitige feindliche Ziel angesehen wurde, und vorschlug, dass Vandegrift auf Aktivitäten in diesem Gebiet vorbereitet sein sollte. Da eine Landung dort eine Bedrohung für den Perimeter darstellen und die Landverbindung zu den Pionieren unterbrechen würde, die am 3. November landen und mit den Vorarbeiten für das geplante Flugfeld in Aola beginnen sollten, beschloss er, Truppen in Stellung zu bringen, um die japanische Einheit aufzulösen oder zu vernichten. Dementsprechend wurde das 2. Bataillon der 7. Marineinfanterie, das vom Kampfeinsatz schwer ermüdet war, am 1. November in das bedrohte Gebiet beordert. Der Transport per Lastwagen zum Fluss Tenaru war am frühen Nachmittag abgeschlossen, und das Bataillon lagerte für die Nacht am Westufer des Flusses. Am nächsten Morgen wurde ein Gewaltmarsch begonnen, und bei Einbruch der Nacht befand sich das Bataillon in Position entlang des Strandes, östlich des Flusses Metapona.
Was der japanischen 17. Armee dann allerdings Zeit verschaffte, war der unerwartete und unverdiente Vorteil des schlecht durchdachten Versuchs der Amerikaner, Koli Point zu einer wichtigen Operationsbasis machen zu wollen.

### Nachschub für die japanischen Streitkräfte
Am 2. November gegen 22:00 Uhr brachten ein japanischer Kreuzer, ein Transporter und drei Zerstörer Nachschub in Form von etwa 1.500 Soldaten des 230. Infanterieregiments am Gavaga Creek, etwa ein Kilometer östlich der Stellung der 7. Marineinfanterie. General Hyakutake Seikichi hatte diesen Truppen, die Munition und Proviant für 2.000 Mann mitbrachten, befohlen, zu landen, sich Shōjis Truppen in der Nähe von Koli Point anzuschließen und ein Flugfeld zu errichten. Als die Japaner landeten, war die Funkverbindung von Oberstleutnant Hanneken, dem Kommandeur der 7. Marineinfanterie, ausgefallen und er konnte das Divisionshauptquartier nicht über die Lage informieren. Am nächsten Morgen rückten die japanischen Truppen nach Westen vor. Die Marines griffen die Japaner an und wurde von Artillerie- und Mörserfeuer getroffen.
Die Nachricht am 3. November, die Oberstleutnant Hanneken dann doch absetzen konnte, deutete auf eine starke japanische Präsenz im Osten hin und überforderte den Einfallsreichtum von General Vandegrift. Ein von der 5. Marineinfanterie erbeutetes Dokument enthüllte den Plan der Japaner, die 38. Division am Koli Point zu landen, und verstärkte den sofortigen Wunsch, die neue Bedrohung unmittelbar zu zerschlagen. Der Mangel an verfügbaren Kämpfern dämpfte den amerikanischen Kampfeswillen jedoch schnell. General Vandegrift verfügte einfach nicht über genügend Truppen, um gleichzeitig den Angriff nach Westen voranzutreiben, die Hauptbegrenzung des Perimeters zu verteidigen und eine zusätzliche Offensive im Osten zu starten. Die Ankunft der 8. Marineinfanterie am 4. November, war zwar geplant, aber nicht gesichert.

## Beginn des Kampfes
Die Vorbereitungen für die Unterstützung und Verstärkung wurden schnell abgeschlossen. Innerhalb einer Stunde nach Erhalt von Hannekens Nachricht versammelte Oberstleutnant Lewis B. Puller sein Bataillon der 7. Marineinfanterie, um Hannekens Einheit mittels einer Bootüberfahrt zu verstärken. Innerhalb von nur drei Stunden wurde ein Großeinsatz im Osten eingeleitet. Zwei Panzerkompanien bewegten sich die Küste hinunter, um sich Hanneken anzuschließen, wurden aber vom Hochwasser westlich des Ilu zurückgehalten.
Flugzeuge vom Flugfeld in Lunga bombardierten und beschossen auf Verdacht japanische Stellungen, da aus der Luft keine Ziele zu sehen waren. Die beiden Kreuzer Helena und San Francisco mit den Zerstörern Lansdowne und Sterrett, die den Angriff auf Kokumbona unterstützt hatten, begaben sich ostwärts um Koli Point zu beschießen. Das 1. Battalion der 7. Marineinfanterie unter ihrem Kommandeur Oberst Amor L. Sims schiffte sich auf Landungsbooten ein, um das 2. Battalion am Koli Point zu verstärken. Das 164. Regiment erhielt den Befehl, die Stellungen entlang des Flusses Ilu zu verlassen und nach Osten zu einem Punkt zu marschieren, der sich etwa 3,5 Kilometer südlich der 7. Marineinfanterie am Koli Point befand, um in Position zu gehen und die linke Flanke der Japaner im Süden einzukesseln. Sie erwischten das Shoji Detachment auf dem letzten Stück seines Marsches zum Koli Point und fügten ihm etwa hundert Tote und Verletzte zu.

### 4. November
Am 4. November, dem Tag, an dem der Angriff auf Kokumbona abgebrochen wurde, wurde das Kommando über den Lunga-Perimeter neu organisiert. Der stellvertretende Kommandeur der 1. Marinedivision, General William H. Rupertus, übernahm das Kommando über die Operation am Koli Point. Das Lunga-Gebiet wurde in zwei getrennte Sektoren aufgeteilt, einen östlich des Lunga und einen westlich des Flusses. General Rupertus übernahm den östlichen Sektor. Brigadegeneral Edmund B. Sebree, der stellvertretende Kommandeur der Americal Division, der gerade auf Guadalcanal gelandet war, um die Ankunft der restlichen Division vorzubereiten, übernahm den westlichen Sektor.
General Rupertus erreichte zusammen mit dem Regimentshauptquartier und dem 1. Bataillon der 7. Marineinfanterie am 4. November Koli Point. Die Stellungen an der Ilu wurden um 6:00 Uhr verlassen und die dortigen Einheiten marschierten zu ihrem Ziel, das etwa 4,3 Kilometer östlich lag. Zur gleichen Zeit erteilte das Hauptquartier der 1. Marinedivision dem 2d Raider Battalion, das gerade mit dem 147. Infanterieregiment in der Aola-Bucht gelandet war, den Befehl, über Land in Richtung Koli Point vorzustoßen, um etwaige japanische Abteilungen, die sich nach Osten bewegten, abzufangen.

### 5. bis 7. November
Am 5. November überquerte das Infanterieregiment auf Befehl von General Rupertus den Fluss Nalimbiu und schwenkte nach Norden. Dabei wurden sie mit mäßigem Gewehrfeuer von den Japanern beschossen, konnten aber weiter in Richtung Küste vorrücken und kamen südlich der japanischen Truppen an. Die Bewegung wurde in der Nacht vom 6. auf den 7. November abgeschlossen.
Hannekens und Oberst Pullers Bataillone waren bis zum frühen Morgen des 7. November am Westufer des Nalimbiu in Stellung gegangen. Um 6:00 Uhr rückten sie vor, überquerten den Fluss und erreichten zwischen 13:45 und 16:00 Uhr das Westufer des Metapona. Bis zu diesem Zeitpunkt gab es keinerlei Widerstand und die Patrouillen, die sofort in das Gebiet jenseits des Metapona ausgesandt wurden, drangen bis auf 1,8 Kilometer vor und kehrten ohne Feindkontakt zurück. Am westlichen Frontabschnitt herrschte in den nächsten sechs Tagen relative Ruhe, obwohl Oberst Nomasu Nakaguma, Regimentskommandeur der 4. Infanterie der 2. Division, am 7. November durch eine Artilleriegranate getötet wurde.

#### Japanische Verstärkungsfahrten
Ein Suchflugzeug entdeckte am späten Tag elf mit Truppen beladene japanische Zerstörern, die auf dem Weg nach Guadalcanal waren. Es handelte sich dabei um Admiral Tanaka Raizōs Zerstörergeschwader 2 und zwei Schiffe der Zerstörerdivision 10. Das Kommando über diesen Nachtexpress hatte Kapitän Torajiro Sato.
Zur Abwehr stellte die Cactus Air Force eine typisch heterogene Angriffsgruppe auf: sieben SBD-3 Dauntless der Marine Scout Bombing Squadron 132, drei TBF-Avenger der VT-8, einundzwanzig F4F-4 Wildcats und neun P-39 der 67th Fighter Squadron.
Die Japaner verfügten zum Schutz ihrer Schiffe über sechs Nakajima A6M2-N und vier Mitsubishi F1M. Während des Kampfes machte sich die Anzahl und der Leistung der Flugzeuge zu Gunsten der Amerikaner schnell bemerkbar. Alle  japanischen Wasserflugzeuge und ein Kampfflugzeug wurden abgeschossen. Die Cactus Air Force verlor während des Gefechts eine Wildcat und drei weitere im Einsatz.
Die tatsächlich entstandenen Schäden auf den Schiffen waren gering. Die kleineren Rumpfverletzungen und siebzehn Todesopfer auf Naganami und Takanami konnten Satos Zerstörer nicht ablenken. Nachdem sie 80 Prozent ihrer Passagiere bei Tassafaronga und Cape Esperance abgesetzt hatten, nahm sie 497 kranke Soldaten und Matrosen für die Rückfahrt auf.

### 8. November

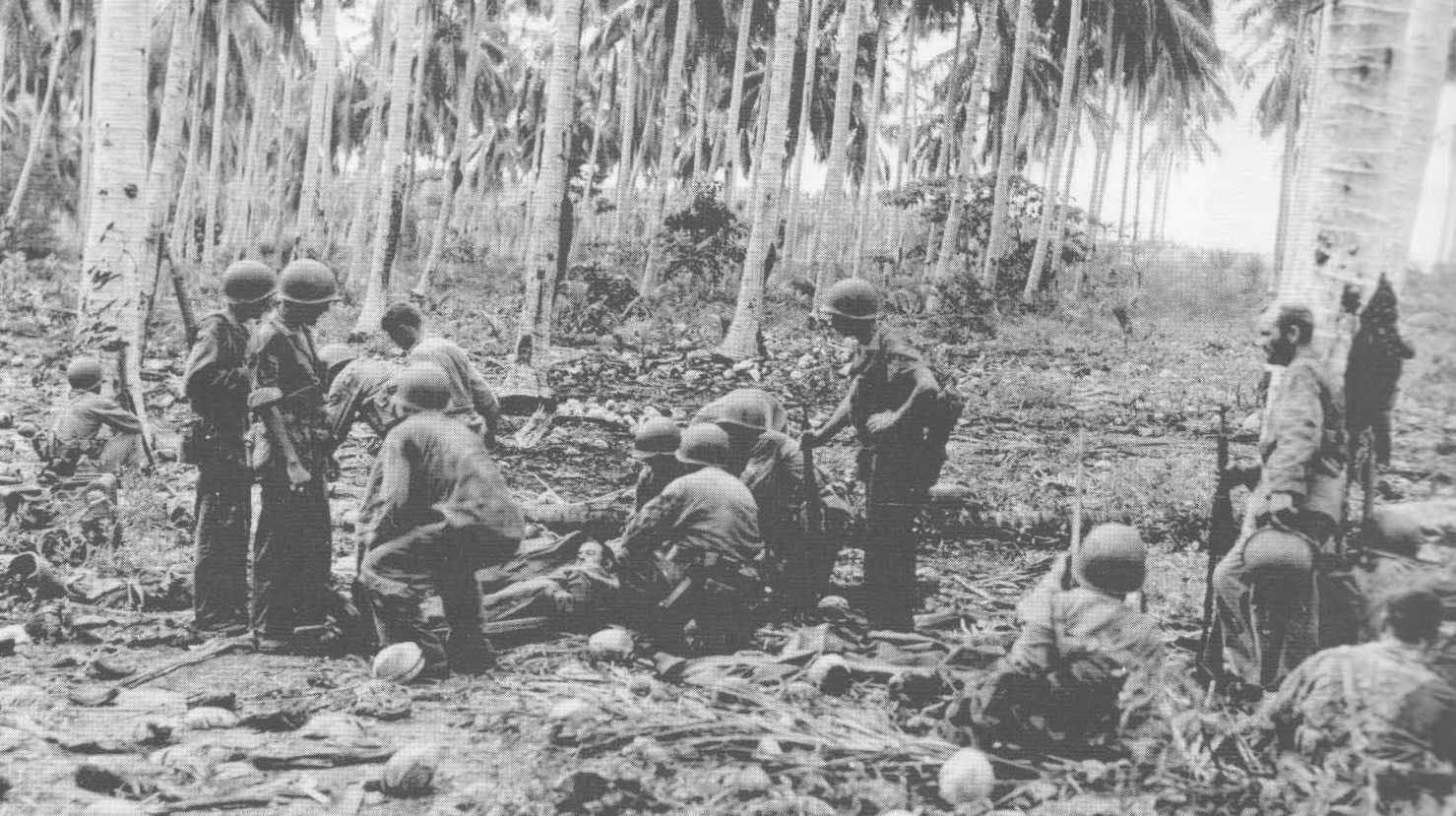
Verwundete Infanteristen der Marines werden während der Kämpfe am Koli Point evakuiert (November 1942)

Um 6:00 Uhr am 8. November wurde der Vormarsch nach Osten wieder aufgenommen, wobei beide Bataillone sich so bewegten, dass ihnen eine Umzingelung der japanischen Streitkräfte gelang. Die beiden Bataillone der Marines stießen auf unterschiedlich starken Widerstand. Das 2. Battalion bewegte sich ohne jegliche Feindberührung südöstlich der japanischen Verteidigungsstellungen in Strandnähe. Puller hingegen bewegte sich direkt nach Osten gegen diese Stellungen und stieß dabei auf starken Widerstand durch automatische Waffen und Mörser. Das Bataillon hatte vier Gefallene, zwei Vermisste und 31 Verwundete zu beklagen, darunter auch Oberst Puller, der zahlreiche Splitterwunden erlitt. Am nächsten Morgen übergab er das Kommando über das Bataillon an Major John E. Weber.
Am Abend des 8. November standen sich die beiden Bataillone der 7. Marineinfanterie in einem fast undurchdringlichen Dschungelgebiet gegenüber. Zwischen ihnen standen in starken Stellungen die japanischen Truppen. Hanneken schätzte deren Anzahl inzwischen auf die Stärke eines Bataillons. Im Tagesverlauf war Major Weber darüber informiert worden, dass sich das 2. Battalion der 164. Infanterie, ohne die Kompanie E, bei ihm melden würde, um an seiner rechten Flanke eingesetzt zu werden. Der Plan sah vor, dass diese Einheit ihre Linien nach Osten ausdehnen sollte, um mit den Elementen der linken Flanke von Hannekens Truppe in Kontakt zu kommen und so die Umzingelung der Japaner zu vollenden. Am Morgen des 9. November meldete sich das Bataillon und richtete seinen Gefechtsstand in der Nähe ein. Die beiden Schützenkompanien F und G wurden zur rechten Flanke geführt und gründlich über ihren Auftrag unterrichtet. Sie setzten sich sofort in Bewegung.
Am 8. November übernahm General Sebree auf Befehl von Vandegrift das Kommando, da General Rupertus an Denguefieber erkrankt war.

### 9. November
Zwischenzeitlich war Oberstleutnant Hanneken in dem Gebiet in Stellung gegangen, das zuvor von den japanischen Einheiten besetzt war, Die Kriegsmaterialien, die er dort vorgefunden hatte, wurden allesamt vernichtet. Um 11:00 Uhr am 9. November wurde Hanneken alarmiert, dass ein Angriff nach Westen ausgeführt werden solle. Er unterrichtete seine Kompanien, die sich bald darauf in Bewegung setzten.
Der erste Kontakt mit den Japanern wurde um 13:30 Uhr hergestellt, als eine kleine Gruppe angetroffen und zurückgedrängt wurde. Rund eine Stunde später befand sich der Hauptteil der japanischen Streitkräfte in einer durch einen Bach geschützten Stellung vor den Linien von Hanneken, im direkten Wirkungsbereich der Kompanie E. Beim folgenden Kampf fielen 10 Soldaten dieser Kompanie. Daraufhin beschloss Hanneken die Stellung zu stürmen, was ihm 18 Tote und 30 Verwundete kostete.

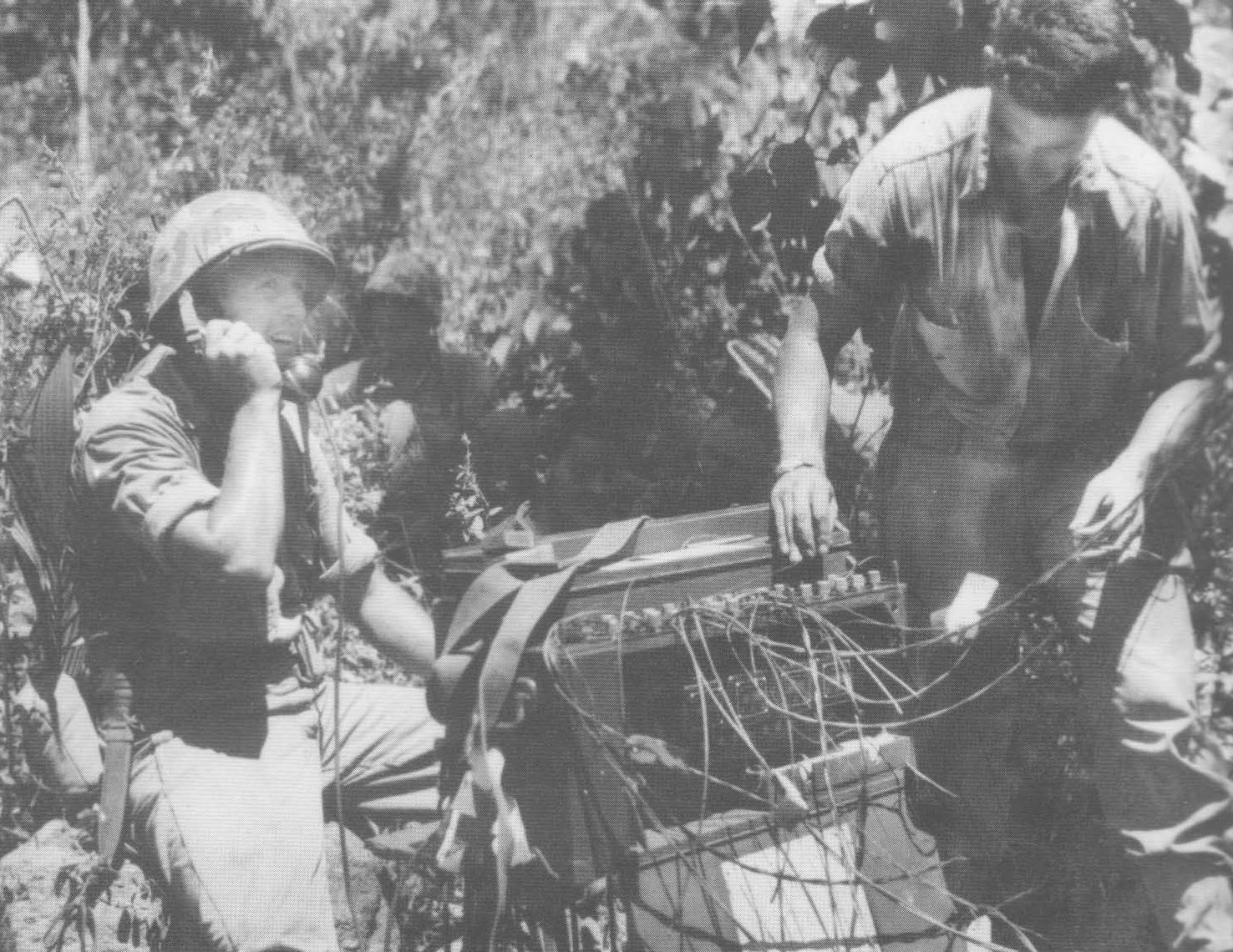
US-Marines benutzen während der Aktion um Koli Point im November 1942 ein Feldtelefon

Bei Einbruch der Dunkelheit am 9. November war die Lage relativ unverändert, außer dass die Stellungen der Japaner definitiv bekannt waren und die Schwierigkeit, sie anzugreifen, erkannt wurde. Während der Nacht hielt Hannekens Bataillon in Vorbereitung auf die Wiederaufnahme des Angriffs ein ständiges Störfeuer aus 60-mm-Mörsern aufrecht.
Nachdem die japanischen Truppen lokalisiert und fast vollständig eingekesselt waren, konnte die Größe der amerikanischen Truppen bei Koli Point reduziert werden. Da General Vandegrift einen großen Teil des 164. Infanterieregiments für den Angriff auf Kokumbona einsetzen wollte, wurden das Regimentshauptquartier, die Panzerabwehrkompanie, das 3. Bataillon des 164. Infanterieregiments und die Kompanie B der 8. Marineinfanterie am 9. November per Boot und Lastwagen in den Umkreis von Lunga zurückgebracht.
Obwohl Oberstleutnant Puller sieben Mal durch Splitter von Mörsergranaten verwundet wurde, blieb er Kommandant des 1. Bataillons der 7. Marineinfanterie.

### 10. bis 12. November
Am nächsten Tag sollte die noch verbliebene Lücke des Kessels geschlossen werden. Als die Marinebataillone von Osten und Westen näher kamen, rückte das 2. Bataillon des 164. Infanterieregiments nach Norden vor und erreichte am späten Nachmittag des 11. November die Strände. Der Kessel war bis zum 12. November vollständig geräumt. Etwa 40 Marines waren getötet, 120 verwundet und 450 Japaner getötet worden. Neben Verpflegungsvorräten und 50 zusammenklappbaren Landungsbooten gehörten auch General Kawaguchis persönliche Gegenstände zu dem erbeuteten Material.
General Hyakutake Seikichi gab jetzt offenbar die Idee auf, einen Flugplatz in der Nähe von Koli Point zu errichten, denn er befahl Shojis Truppen, über die Inlandsroute nach Kokumbona abzuziehen. Von den geschätzten 1.500 japanischen Soldaten, die möglicherweise am Koli Point gelandet waren, überlebte wahrscheinlich weniger als die Hälfte und konnte sich den Hauptstreitkräften in Mount Austen und den Hügeln im Westen wieder anschließen.